# Ismaël Bakayoko
Ismaël Bakayoko est un entrepreneur ivoirien et promoteur sportif. Il est le président fondateur de l’African MMA League (AML), et un acteur central de l’introduction et la structuration des arts martiaux mixtes (MMA) en Côte d’Ivoire et en Afrique .

## Biographie
Né en Côte d’Ivoire, Ismaël Bakayoko pratique les arts martiaux depuis l’âge de 5 ans. Expatrié aux États-Unis, il y poursuit une carrière en business consulting tout en continuant à nourrir sa passion de toujours pour les arts martiaux.
Il est ceinture noire 3e dan en taekwondo ITF, 4e dan en taekwondo WT, ceinture marron de judo, avec plus de 15 ans de pratique en muay-thaï, 9 ans en MMA et 5 ans en boxe anglaise. Il a également été deux fois corner-man à l’UFC aux côtés du combattant Trevin Gill.

## Carrière
Le 17 janvier 2023, il fonde officiellement l’African MMA League (AML), en partenariat avec le Collectif des Promoteurs de Sports de Combat – Côte d’Ivoire (CPSC-CI). L’AML ambitionne de structurer le MMA en Afrique de l’Ouest et d’offrir aux combattants un accès à la professionnalisation.
En février 2025, lors de la 6e édition du AML Championship, le Centre Sportif, Culturel et des TIC Ivoiro-Coréen Alassane Ouattara (CSCTICAO) à Abidjan affiche complet. Le combat vedette entre Zigui Dona Salim, alias *Kommander Samo Samo*, et le Malien Soukara Moussa suscite l’enthousiasme du public.
En octobre 2024, il remet une enveloppe exceptionnelle de 5 millions de FCFA aux combattants, soulignant son engagement pour un MMA rémunérateur et valorisé

## Vision
« Mon ambition est de changer les modèles économiques des sports de combat en Côte d’Ivoire et aussi dans le reste de l'Afrique, pour permettre à nos athlètes d’avoir un métier honorable et bien rémunéré. »
En plus de la rémunération, l’AML accompagne les athlètes à travers des séminaires de perfectionnement, des opportunités de visibilité internationale (UFC, Bellator, Strikeforce) et un cadre légal de compétition.